# Петерац (метрика)
Петерац (шп. pentasílabo) је стих народне шпанске метрике који се састоји од пет слогова. Не користи се у независним строфама, већ само у комбинацији са другим типовима стихова, на пример, у сегидиљи или сафичкој строфи, иако такође се појављује и у строфама које се зову романсиљо.